# Cruis'n

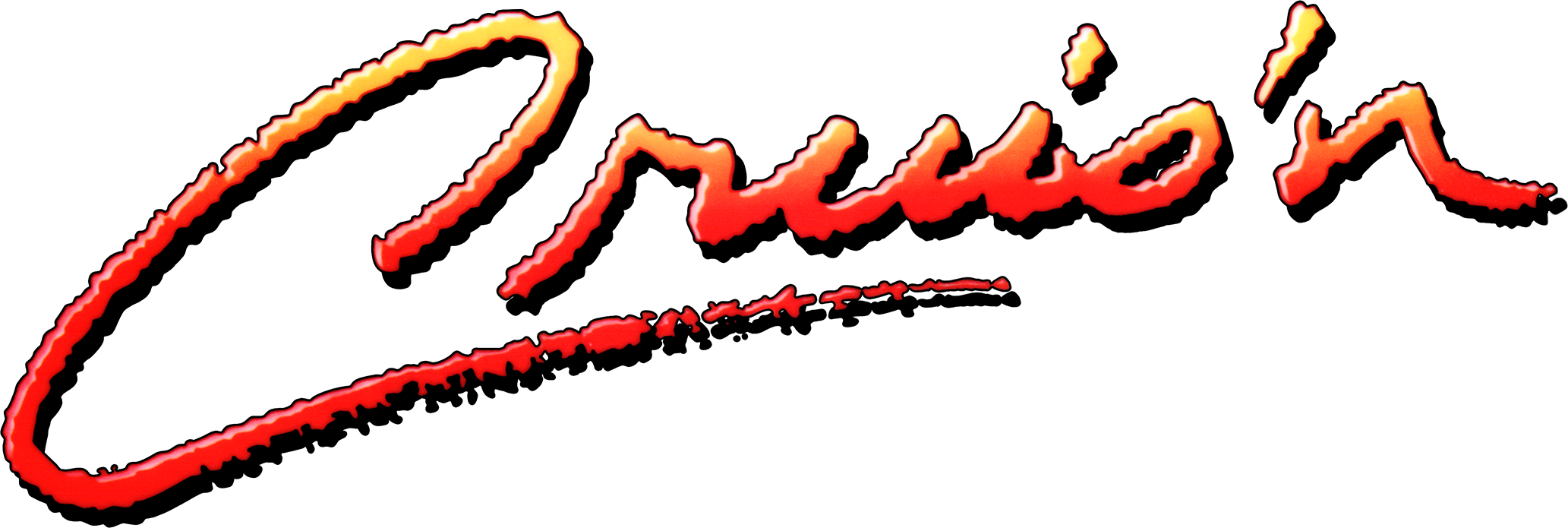
Logo de la série Cruis'n

Cruis'n est une série de jeux vidéo de course initialement développés sur borne d'arcade puis portés sur console.

## Histoire
Le premier jeu de la série est Cruis'n USA, développé sous la direction de Eugene Jarvis et sorti en 1994 sous la forme d'une borne d'arcade.